# Hawa Essuman
Hawa Essuman (Amburgo, 23 gennaio 1980) è una regista e sceneggiatrice keniota.

## Biografia
Hawa Essuman è una regista keniana di origini ghanesi. Ha realizzato il suo debutto cinematografico come attrice nel film Project Daddy (2004) e nel film italiano Piano, Solo (2007), prima di dedicarsi definitivamente alla regia cinematografica. 
Ha realizzato diversi spot televisivi e documentari e ha lavorato nella produzione di una serie drammatica televisiva in Kenya, intitolata Makutano Junction. 
Come regista, ha diretto il suo primo lungometraggio, intitolato Selfish? e successivamente tre cortometraggi: The Lift, Cold war e Coming Out, nel 2008.
Soul Boy, lungometraggio di fiction, prodotto nel 2009 dal regista e produttore tedesco Tom Tykwer, è stato proiettato in oltre 40 festival internazionali e ha vinto alcuni premi come il premio del pubblico Dioraphte all'International Film Festival Rotterdam, il Premio Signis al Zanzibar International Film Festival, il Best East African Film al Kenya International Film Festival e il premio del pubblico al Festival di cinema africano di Verona 2010.
Soul Boy racconta la storia del quattordicenne Abila, che vive con i suoi genitori a Kibera, una delle più grandi baraccopoli di Nairobi. Una mattina l'adolescente scopre il padre malato e delirante. Qualcuno ha rubato la sua anima. Abila, scioccato e confuso, parte alla ricerca del giusto rimedio per aiutare il padre, sostenuto dall'amica Shiku. Si imbarca in un viaggio avventuroso che lo porta diritto al cuore del microcosmo e ai misteri della sua città.
Attualmente Hawa Essuman sta sviluppando il suo prossimo progetto, un lungometraggio ambientato lungo le coste del Kenya, dal titolo Djin.

## Filmografia
- Selfish? (2008)
- The Lift - cortometraggio (2008)
- Cold War - cortometraggio (2008)
- Coming Out - cortometraggio (2008)
- Soul Boy (2010)
- Silas, coregia con Anjali Neyar - documentario (2017)

## Riconoscimenti
- Dioraphte Audience Award, International Film Festival Rotterdam[1]
- Veto Award, Afrika-Filmfestival, Lovanio, Belgio
- Signis Award, Zanzibar International Film Festival, Zanzibar, Tanzania[2]
- Polish Filmmakers Association Award, Ale Kino!, Poznań, Polonia
- Best Short Film, Kalasha Awards, Nairobi, Kenya[3]
- Best Lead Actor: Samson Odhiambo, Kalasha Awards, Nairobi, Kenya[4]
- Best Scriptwriter: Billy Kahora, Kalasha Awards, Nairobi, Kenya[5]
- Best Actor: Samson Odhiambo, Kenya International Film Festival, Nairobi, Kenya[6]
- Best East African Film, Kenya International Film Festival, Nairobi, Kenya[7]
- Special Mention “Passeurs d'images” prize, FESTIVAL CINÉ JUNIOR (International Film Festival for Young people), Parigi, Francia
- The Young Jury Prize, FESTIVAL CINÉ JUNIOR (International Film Festival for Young people), Parigi, Francia
- Spiritual Film Festival Award, Parigi
- Best Children Film Award al Film Festival Recklinghausen (Germania) 2011[8]
- Best Editor: Ephantus Ng'ethe Gitungo, African Movie Academy Awards[9]